# بعد از عروسی (فیلم ۲۰۱۹)
بعد از عروسی (به انگلیسی: After the Wedding) فیلمی آمریکایی محصول سال ۲۰۱۹ و به کارگردانی بارت فرویندلیش است. در این فیلم بازیگرانی همچون جولیان مور، میشل ویلیامز، بیلی کروداپ، ابی کوئین، ویل چیس ایفای نقش کرده‌اند.
این فیلم بازسازی فیلم دانمارکی بعد از عروسی محصول ۲۰۰۶ است.